# Temelucha sinuata
Temelucha sinuata là một loài tò vò trong họ Ichneumonidae.